# Златокоремен мангабей
Златокоремен мангабей (Cercocebus chrysogaster) е вид бозайник от семейство Коткоподобни маймуни (Cercopithecidae).

## Разпространение
Видът е разпространен в Демократична република Конго.